# Krumvíř
Krumvíř (in tedesco Grumwirsch) è un comune della Repubblica Ceca facente parte del distretto di Břeclav, in Moravia Meridionale.